# Bayesianische Erkenntnistheorie
Die Bayesianische Erkenntnistheorie ist ein formaler Ansatz zu verschiedenen Themen der Erkenntnistheorie, der seine Wurzeln in den Werken von Thomas Bayes auf dem Gebiet der Wahrscheinlichkeitstheorie hat. Ein Vorteil ihrer formalen Methode gegenüber der traditionellen Erkenntnistheorie besteht darin, dass ihre Konzepte und Theoreme mit hoher Präzision definiert werden können.
Sie basiert auf der Idee, dass Glaube im Bezug auf subjektive Wahrscheinlichkeit verstanden werden kann. Als solche sind sie den Gesetzen der Wahrscheinlichkeitstheorie unterworfen, die als Rationalitätsnormen fungieren. Diese Normen können in statische Bedingungen und dynamische Bedingungen unterteilt werden. Diese Bedingungen regeln, ob ein Glaube zu einem gewissen Zeitpunkt rational ist und ob bei Erhalt neuer Belege eine Änderung stattfinden soll. Der charakteristischste Bayesianische Ausdruck dieser Prinzipien findet sich in Form der sogenannten „Dutch books“, die die Irrationalität von Handelnden durch eine Reihe von Wetten veranschaulichen, die zu einem Verlust für den Handelnden führen, unabhängig davon, welches der probabilistischen Ereignisse eintritt. Bayesianer haben diese Grundprinzipien auf verschiedene erkenntnistheoretische Themen angewendet, aber der Bayesianismus deckt nicht alle Themen der traditionellen Erkenntnistheorie ab. Das Problem der Bestätigung in der Wissenschaftstheorie kann beispielsweise durch das Bayesianische Prinzip der Konditionalisierung angegangen werden, indem man davon ausgeht, dass ein Beleg eine Theorie bestätigt, wenn er die Wahrscheinlichkeit erhöht, dass diese Theorie wahr ist.
Es gibt verschiedene Vorschläge, den Begriff der Kohärenz in Bezug auf die Wahrscheinlichkeit zu definieren, meist in dem Sinne, dass zwei Aussagen kohärent sind, wenn die Wahrscheinlichkeit ihrer Konjunktion höher ist, als wenn sie neutral zueinander stehen würden. Der Bayesianische Ansatz hat sich auch auf dem Gebiet der sozialen Erkenntnistheorie als fruchtbar erwiesen, zum Beispiel in Bezug darauf, inwiefern man den Behauptungen anderer vertrauen kann. Der Bayesianismus sieht sich immer noch mit verschiedenen theoretischen Einwänden konfrontiert, die noch nicht vollständig gelöst sind.

## Beziehung zur traditionellen Erkenntnistheorie
Die traditionelle Erkenntnistheorie und die Bayesianische Erkenntnistheorie sind beide Formen der Erkenntnistheorie, unterscheiden sich jedoch in verschiedenen Punkten, beispielsweise hinsichtlich ihrer Methodik, ihrer Interpretation des Glaubens, der Rolle, die Rechtfertigung oder Bestätigung in ihnen spielen, und einiger ihrer Forschungsinteressen. Die traditionelle Erkenntnistheorie befasst sich mit Themen wie der Analyse der Natur des Wissens, meist in Bezug auf gerechtfertigten wahren Glauben, den Quellen des Wissens, wie Wahrnehmung, der Struktur eines Wissensbestandes, zum Beispiel in Form von Fundamentalismus oder Kohärentismus, und dem Problem der philosophischen Skepsis oder der Frage, ob Wissen überhaupt möglich ist. Diese Untersuchungen basieren normalerweise auf epistemischen Intuitionen und betrachten Glaubenssätze als entweder vorhanden oder abwesend.  Die Bayesianische Erkenntnistheorie hingegen arbeitet mit der Formalisierung von Begriffen und Problemen, die im traditionellen Ansatz oft vage sind. Sie konzentriert sich dabei stärker auf mathematische Intuitionen und verspricht ein höheres Maß an Präzision. Sie betrachtet Glauben als ein kontinuierliches Phänomen, das in verschiedenen Abstufungen auftritt, den sogenannten Glaubensgraden (credences). Einige Bayesianer haben sogar vorgeschlagen, dass der herkömmliche Glaubensbegriff aufgegeben werden sollte.
Es gibt aber auch Vorschläge, die beiden miteinander zu verbinden, zum Beispiel die Locke'sche These (Lockean thesis), die den Glauben als Glaubensgrad über einem bestimmten Schwellenwert definiert. In der traditionellen Erkenntnistheorie spielt die Rechtfertigung eine zentrale Rolle, wohingegen sich die Bayesianer auf die damit verwandten Begriffe der Bestätigung und Nichtbestätigung durch Belege konzentriert haben. Für beide Ansätze sind Belege wichtig, aber nur der traditionelle Ansatz ist an der Untersuchung der Quellen der Belege, wie Wahrnehmung und Gedächtnis, interessiert. Der Bayesianismus hingegen hat sich auf die Rolle von Belegen für Rationalität konzentriert: wie die Glaubensgrade einer Person nach Erhalt neuer Belege angepasst werden sollten. Es besteht eine Analogie zwischen den Bayesianischen Rationalitätsnormen in Bezug auf Wahrscheinlichkeitsgesetze und den traditionellen Rationalitätsnormen in Bezug auf die deduktive Konsistenz. Bestimmte traditionelle Probleme, wie das Thema der Skepsis gegenüber unserem Wissen über die Außenwelt, lassen sich nur schwer in Bayesianischen Begriffen ausdrücken.

## Grundlagen
Die Bayesianische Erkenntnistheorie basiert auf einigen wenigen Grundprinzipien, die zur Definition verschiedener anderer Begriffe verwendet und auf viele Themen der Erkenntnistheorie angewendet werden können. Im Kern stellen diese Prinzipien Bedingungen dafür dar, welche Glaubensgrade wir verschiedenen Propositionen zuschreiben sollten. Sie bestimmen, was eine ideal rationale Person glauben würde. Die Grundprinzipien können unterteilt werden in synchrone oder statische Prinzipien, die regeln, wie Glaubensgrade zu jedem Zeitpunkt zugewiesen werden, und diachrone oder dynamische Prinzipien, die festlegen, wie diese Glaubensgrade geändert werden sollten, wenn man neue Belege erhält. Die Wahrscheinlichkeitsaxiome und das „principal principle“ gehören zu den statischen Prinzipien, während das Prinzip der Konditionalisierung die dynamischen Aspekte als eine Form der probabilistischen Inferenz regelt. Der charakteristischste Bayesianische Ausdruck dieser Prinzipien findet sich in Form der sogenannten Dutch books, die die Irrationalität von Handelnden durch eine Reihe von Wetten veranschaulichen, die zu einem Verlust für den Handelnden führen, unabhängig davon, welches der probabilistischen Ereignisse eintritt. Dieser Test zur Feststellung von Irrationalität wird auch als „pragmatischer Selbstdemontagetest“ (pragmatic self-defeat test) bezeichnet.

### Glaube, Wahrscheinlichkeit und Wetten
Ein wichtiger Unterschied zur traditionellen Erkenntnistheorie besteht darin, dass sich die Bayesianische Erkenntnistheorie nicht auf den Begriff des einfachen Glaubens konzentriert, sondern auf den Begriff der Glaubensgrade, sogenannte „credences“. Dieser Ansatz versucht, die Idee der Gewissheit zu erfassen: Wir glauben an verschiedenste Behauptungen, aber wir sind uns bei einigen sicherer, z. B. dass die Erde rund ist, als bei anderen, z. B. dass Platon der Autor des ersten Alkibiades war. Diese Grade treten in Werten zwischen 0 und 1 auf. 1 entspricht dem vollständigen Glauben der Behauptung, 0 entspricht dem vollständigen Unglauben, d. h. dem Glauben an das Gegenteil. Und 0,5 entspricht einem Nichtglauben, d. h. es wird weder die Behauptung noch ihr Gegenteil geglaubt. Laut der Bayesianischen Wahrscheinlichkeitsinterpretation stehen Glaubensgrade für subjektive Wahrscheinlichkeiten. In Anlehnung an Frank P. Ramsey werden sie im Sinne der Bereitschaft interpretiert, Geld auf eine Behauptung zu wetten. Ein Glaubensgrad von 0,8 (d. h. 80 %), dass Ihre Lieblingsfußballmannschaft das nächste Spiel gewinnt, würde also bedeuten, dass Sie bereit sind, bis zu vier Euro aufs Spiel zu setzen, um die Chance zu haben, einen Euro Gewinn zu erzielen. Diese Darstellung stellt eine enge Verbindung zwischen der Bayesianischen Erkenntnistheorie und der Entscheidungstheorie her.
Es mag den Anschein haben, dass das Wettverhalten nur ein Spezialgebiet ist und als solches nicht geeignet ist, einen so allgemeinen Begriff wie Glaubensgrade zu definieren. Aber, wie Ramsey argumentiert, wetten wir ständig, wenn man dies im weitesten Sinne versteht. Wenn wir zum Beispiel zum Bahnhof gehen, wetten wir darauf, dass der Zug pünktlich kommt, sonst wären wir zu Hause geblieben. Aus der Interpretation von Glaubensgraden im Sinne der Wettbereitschaft folgt, dass es irrational wäre, irgendeiner Aussage einen Glaubensgrad von 0 oder 1 zuzuschreiben, außer bei Widersprüchen und Tautologien. Der Grund hierfür ist, dass die Zuschreibung dieser Extremwerte bedeuten würde, dass man bereit wäre, alles zu wetten, einschließlich des eigenen Lebens, selbst wenn der mögliche Gewinn minimal wäre. Ein weiterer negativer Nebeneffekt solch extremer Glaubensgrade ist, dass sie dauerhaft fixiert sind und nicht mehr aktualisiert werden können, wenn man neue Belege erhält.
Dieser zentrale Grundsatz des Bayesianismus, dass Glaubensgrade als subjektive Wahrscheinlichkeiten interpretiert werden und daher den Wahrscheinlichkeitsnormen unterliegen, wird als Probabilismus bezeichnet. Diese Normen drücken die Natur der Glaubensgrade von ideal rationalen Personen aus. Sie stellen keine Anforderungen daran, welchen Glaubensgrad wir zu einem bestimmten Glaubenssatz haben sollten, zum Beispiel, ob es morgen regnen wird. Stattdessen schränken sie das Glaubenssystem als Ganzes ein. Bei einem Glaubensgrad von 0,8, dass es morgen regnen wird, sollte beispielsweise der Glaubensgrad in die gegenteilige Proposition, nämlich dass es morgen nicht regnen wird, 0,2 betragen, nicht 0,1 oder 0,5. Laut Stephan Hartmann und Jan Sprenger lassen sich die Axiome der Wahrscheinlichkeit durch die folgenden beiden Gesetze ausdrücken: (1) {\displaystyle P(A)=1} für jede Tautologie {\displaystyle A}; (2) für inkompatible (sich gegenseitig ausschließende) Propositionen {\displaystyle A} and {\displaystyle B}, {\displaystyle P(A\lor B)=P(A)+P(B)}.
Ein weiteres wichtiges Bayesianisches Prinzip der Glaubensgrade ist das von David Lewis stammende „principal principle“. Es besagt, dass unser Wissen über objektive Wahrscheinlichkeiten mit unseren subjektiven Wahrscheinlichkeiten in Form von Glaubensgraden übereinstimmen sollte. Wenn Sie also wissen, dass die objektive Wahrscheinlichkeit, dass eine Münze auf Kopf landet, bei 50 % liegt, dann sollte Ihr Glaubensgrad, dass die Münze auf Kopf landet, bei 0,5 liegen.
Die Wahrscheinlichkeitsaxiome bestimmen zusammen mit dem principal principle den statischen oder synchronen Aspekt der Rationalität: wie die Glaubensgrade einer Person aussehen sollten, wenn man sie nur einen Moment betrachtet. Rationalität beinhaltet aber auch einen dynamischen oder diachronen Aspekt, der beim Ändern der eigenen Glaubensgrade ins Spiel kommt, wenn man mit neuen Belegen konfrontiert wird. Dieser Aspekt wird durch das Prinzip der Konditionalisierung bestimmt.

### Prinzip der Konditionalisierung
Das Prinzip der Konditionalisierung regelt, wie sich die Glaubensgrade einer Person an eine Hypothese ändern sollte, wenn sie neue Belege für oder gegen diese Hypothese erhält. Als solches drückt es den dynamischen Aspekt des Verhaltens ideal rationaler Personen aus. Es basiert auf dem Begriff der bedingten Wahrscheinlichkeit, die das Maß für die Wahrscheinlichkeit ist, dass ein Ereignis eintritt, wenn ein anderes Ereignis bereits eingetreten ist. Die unbedingte Wahrscheinlichkeit, dass {\displaystyle A} eintritt, wird gewöhnlich mit {\displaystyle P(A)} ausgedrückt, während die bedingte Wahrscheinlichkeit, dass {\displaystyle A} eintritt, wenn {\displaystyle B} bereits eingetreten ist, als {\displaystyle P(A\mid B)} geschrieben wird. Zum Beispiel beträgt die Wahrscheinlichkeit, dass eine Münze bei zwei Würfen zweimal auf Kopf landet, nur 25 %. Aber die bedingte Wahrscheinlichkeit dafür, dass dies eintritt, wenn die Münze schon beim ersten Wurf auf Kopf gelandet ist, beträgt dann 50 %. Das Prinzip der Konditionalisierung wendet diese Idee auf Glaubensgrade an: Wir sollten unseren Glaubensgrad, dass die Münze zweimal auf Kopf landet, ändern, wenn wir einen Beleg dafür erhalten, dass sie bereits beim ersten Wurf auf Kopf gelandet ist. Die Wahrscheinlichkeit, die der Hypothese vor dem Ereignis zugewiesen wurde, wird als A-priori-Wahrscheinlichkeit bezeichnet. Die Wahrscheinlichkeit danach ist die A-posteriori-Wahrscheinlichkeit. Nach dem einfachen Prinzip der Konditionalisierung lässt sich dies folgendermaßen ausdrücken: {\displaystyle P_{\text{posterior}}(H)=P_{\text{prior}}(H\mid B)={\frac {P_{\text{prior}}(H\land B)}{P_{\text{prior}}(B)}}}. Die A-posteriori-Wahrscheinlichkeit, dass die Hypothese wahr ist, ist also gleich der bedingten A-priori-Wahrscheinlichkeit, dass die Hypothese bei Eintreten des Belegs wahr ist, welche wiederum gleich der A-priori-Wahrscheinlichkeit ist, dass sowohl die Hypothese wahr ist und der Beleg eintritt, geteilt durch die A-priori-Wahrscheinlichkeit, dass der Beleg eintritt. Der ursprüngliche Ausdruck dieses Prinzips, der sogenannte Satz von Bayes, kann direkt aus dieser Formulierung abgeleitet werden.
Das einfache Prinzip der Konditionalisierung macht die Annahme, dass unsere Glaubensgrade an erworbene Belege, also deren A-posteriori-Wahrscheinlichkeit, 1 beträgt, was unrealistisch ist. Wissenschaftler müssen beispielsweise manchmal zuvor akzeptierte Belege verwerfen, wenn sie neue Entdeckungen machen, was unmöglich wäre, wenn der entsprechende Glaubensgrad 1 wäre. Eine alternative Form der Konditionalisierung, die von Richard Jeffrey vorgeschlagen wurde, passt die Formel an, um die Wahrscheinlichkeit der Belege zu berücksichtigen: {\displaystyle P_{\text{posterior}}(H)=P_{\text{prior}}(H\mid B)\cdot P_{\text{posterior}}(B)+P_{\text{prior}}(H\mid \lnot B)\cdot P_{\text{posterior}}(\lnot B)}.

### Dutch books
Englisch Dutch books bedeutet wörtlich niederländische Bücher. Dieser Ausdruck meint aber nicht ganz bestimmte oder irgend welche Bücher aus den Niederlanden, sondern geht zurück auf die Bücher von Buchmachern, also Läden die  Wetten annehmen.
Ein Dutch book ist eine Reihe von Wetten, die zwangsläufig zu einem Verlust führt.  Eine Person ist anfällig für ein Dutch book, wenn ihre Glaubensgrade gegen die Wahrscheinlichkeitsgesetze verstoßen. Dies kann entweder auf synchrone Weise geschehen, wenn der Konflikt zwischen gleichzeitig gehaltenen Glaubensgraden auftritt, oder auf diachrone Weise, wenn die Person nicht angemessen auf neue Belege reagiert. Im einfachsten synchronen Fall sind nur zwei Glaubensgrade beteiligt: der Glaubensgrad in eine Proposition und in ihre Verneinung. Die Wahrscheinlichkeitsgesetze besagen, dass diese beiden Glaubensgrade zusammen 1 ergeben sollten, da entweder die Proposition oder ihre Verneinung wahr ist. Personen, die gegen dieses Gesetz verstoßen, sind anfällig für ein synchrones Dutch book. Dies ist beispielsweise der Fall, wenn eine Person einen Glaubensgrad von 0,51 hat, dass es morgen regnen wird, und einen Glaubensgrad von 0,51, dass es morgen nicht regnen wird. In diesem Fall wäre die Person bereit, zwei Wetten zu 0,51 € anzunehmen für die Chance, 1 € zu erhalten: eine, dass es regnen wird, und eine andere, dass es nicht regnen wird. Die beiden Wetten zusammen kosten 1,02 €, was zu einem Verlust von 0,02 € führt, unabhängig davon, ob es regnen wird oder nicht. Das Prinzip hinter diachronen Dutch books ist dasselbe, aber sie sind komplizierter, da sie Wetten vor und nach dem Erhalt neuer Belege beinhalten und zudem berücksichtigen müssen, dass es in jedem Fall einen Verlust gibt, unabhängig davon, wie die Belege ausfallen.
Es gibt verschiedene Interpretationen darüber, was es bedeutet, dass eine Person anfällig für ein Dutch book ist. Nach der traditionellen Interpretation zeigt eine solche Anfälligkeit, dass die Person irrational ist, da sie sich bereitwillig auf ein Verhalten einlassen würde, das nicht in ihrem besten Eigeninteresse liegt. Ein Problem dieser Auslegung besteht darin, dass sie von logischer Allwissenheit als Voraussetzung für Rationalität ausgeht, was insbesondere in komplizierten diachronen Fällen problematisch ist. Eine alternative Interpretation verwendet Dutch books als „eine Art Heuristik, um festzustellen, wann die eigenen Glaubensgrade das Potenzial zur pragmatischen Selbstdemontage haben“. Diese Auslegung ist mit einer realistischeren Auffassung der Rationalität angesichts menschlicher Begrenztheit vereinbar.
Dutch books stehen in engem Zusammenhang mit den Wahrscheinlichkeitsaxiomen. Das Dutch book Theorem besagt, dass nur Glaubensgradverteilungen, die nicht den Wahrscheinlichkeitsaxiomen folgen, anfällig für Dutch books sind. Das umgekehrte Dutch book Theorem besagt, dass keine Glaubensgradverteilung, die diesen Axiomen folgt, durch ein Dutch book angreifbar ist.

## Anwendungen

### Bestätigungstheorie
In der Wissenschaftstheorie bezieht sich der Begriff „Bestätigung“ auf die Beziehung zwischen einem Beleg und einer dadurch bestätigten Hypothese.  Die Bestätigungstheorie ist das Studium der Bestätigung und Entkräftung: wie wissenschaftliche Hypothesen durch Belege gestützt oder entkräftet werden. Die Bayesianische Bestätigungstheorie bietet ein Modell der Bestätigung, das auf dem Prinzip der Konditionalisierung beruht. Ein Beleg bestätigt eine Theorie, wenn die bedingte Wahrscheinlichkeit dieser Theorie relativ zum Beleg höher ist als die unbedingte Wahrscheinlichkeit der Theorie an sich. Formal ausgedrückt: {\displaystyle P(H\mid B)>P(H)}. Wenn der Beleg die Wahrscheinlichkeit der Hypothese verringert, wird sie entkräftet. Wissenschaftler interessieren sich normalerweise nicht nur dafür, ob ein Beleg eine Theorie stützt, sondern auch, wie viel Unterstützung er bietet. Es gibt verschiedene Möglichkeiten, wie dieser Grad bestimmt werden kann. Die einfachste Version misst bloß die Differenz zwischen der bedingten Wahrscheinlichkeit der Hypothese relativ zum Beleg und der unbedingten Wahrscheinlichkeit der Hypothese, d. h. der Grad der Unterstützung ist {\displaystyle P(H\mid B)-P(H)}. Das Problem bei der Messung dieses Grades besteht darin, dass er davon abhängt, wie sicher die Theorie bereits vor Erhalt des Belegs ist. Wenn also ein Wissenschaftler bereits sehr sicher ist, dass eine Theorie wahr ist, dann wird ein weiterer Beleg seinen Glaubensgrad nicht sehr beeinflussen, selbst wenn der Beleg sehr stark wäre. Eine weitere Bedingungen ist, dass überraschende Belege, welche für sich genommen eine geringe Wahrscheinlichkeit haben, mehr Unterstützung bieten.  Wissenschaftler stehen oft vor dem Problem, sich zwischen zwei konkurrierenden Theorien entscheiden zu müssen. In solchen Fällen geht es nicht so sehr um die absolute Bestätigung oder darum, inwieweit ein neuer Beleg diese oder jene Theorie unterstützen würde, sondern um die relative Bestätigung, d. h. darum, welche Theorie durch den neuen Beleg stärker unterstützt wird.
Ein bekanntes Problem der Bestätigungstheorie ist das Rabenparadox von Carl Gustav Hempel. Hempel weist zunächst darauf hin, dass der Anblick eines schwarzen Rabens als Beleg für die Hypothese gilt, dass alle Raben schwarz sind, während der Anblick eines grünen Apfels normalerweise nicht als Beleg für oder gegen diese Hypothese angesehen wird. Das Paradox besteht in der Überlegung, dass die Hypothese „alle Raben sind schwarz“ logisch äquivalent ist zu der Hypothese „wenn etwas nicht schwarz ist, dann ist es kein Rabe“. Da der Anblick eines grünen Apfels als Beleg für die zweite Hypothese gilt, sollte er auch als Beleg für die erste Hypothese gelten. Der Bayesianismus erlaubt, dass der Anblick eines grünen Apfels die Rabenhypothese unterstützt, und erklärt zugleich unsere anfängliche entgegengesetzte Intuition. Zu diesem Ergebnis kommt man, wenn man annimmt, dass der Anblick eines grünen Apfels die Rabenhypothese zwar nur minimal, aber dennoch positiv unterstützt, während der Anblick eines schwarzen Rabens deutlich mehr Unterstützung bietet.

### Kohärenz
Kohärenz spielt in verschiedenen erkenntnistheoretischen Theorien eine zentrale Rolle, beispielsweise in der Kohärenztheorie der Wahrheit oder in der Kohärenztheorie der Rechtfertigung. Es wird oft angenommen, dass Gruppen von Glaubenssätzen eher wahr sind, wenn sie kohärent sind, als wenn sie nicht kohärent sind. So würden wir beispielsweise eher einem Detektiv vertrauen, der alle Beweisstücke zu einer kohärenten Geschichte zusammenfügen kann. Es besteht jedoch keine allgemeine Einigkeit darüber, wie Kohärenz zu definieren ist. Der Bayesianismus wurde auf diesem Gebiet angewandt, indem er präzise Definitionen von Kohärenz in Bezug auf die Wahrscheinlichkeit bietet, die dann zur Lösung anderer Probleme im Zusammenhang mit Kohärenz eingesetzt werden können. Eine solche Definition wurde von Tomoji Shogenji vorgebracht, der vorschlägt, dass die Kohärenz zwischen zwei Glaubenssätzen gleich der Wahrscheinlichkeit ihrer Konjunktion geteilt durch die Wahrscheinlichkeit jedes einzelnen Glaubenssatzes ist, d. h. {\displaystyle Koh{\ddot {a}}renz(A,B)={\frac {P(A\land B)}{(P(A)\cdot P(B))}}}. Intuitiv gesehen wird damit gemessen, wie wahrscheinlich es ist, dass die beiden Glaubenssätze gleichzeitig wahr sind, im Vergleich dazu, wie wahrscheinlich dies wäre, wenn sie in einem neutralen Verhältnis zueinander stünden. Die Kohärenz ist hoch, wenn die beiden Glaubenssätze füreinander relevant sind. Die so definierte Kohärenz ist relativ zu einer Glaubensgradverteilung. Dies bedeutet, dass es vorkommen kann, dass zwei Propositionen eine hohe Kohärenz für eine Person und eine niedrige Kohärenz für eine andere Person haben, aufgrund der Unterschiede in den A-posteriori-Wahrscheinlichkeiten der Glaubensgrade der beiden Personen.

### Soziale Erkenntnistheorie
Die soziale Erkenntnistheorie untersucht die Relevanz sozialer Faktoren für das Wissen. Dies ist beispielsweise im Bereich der Wissenschaft relevant, da einzelne Wissenschaftler oft auf die Entdeckungen anderer Wissenschaftler vertrauen müssen, um Fortschritte zu erzielen. Der Bayesianische Ansatz kann auf verschiedene Themen der sozialen Erkenntnistheorie angewendet werden. Zum Beispiel kann probabilistisches Denken im Bezug auf Zeugenaussagen verwendet werden, um zu bewerten, wie zuverlässig ein bestimmter Bericht ist. Auf diese Weise kann formal nachgewiesen werden, dass Zeugenaussagen, die probabilistisch unabhängig voneinander sind, mehr Unterstützung bieten als andernfalls. Ein weiteres Thema in der sozialen Erkenntnistheorie betrifft die Frage, wie man den Glauben der Individuen innerhalb einer Gruppe aggregieren kann, um den Glauben der Gruppe als Ganzes zu ermitteln. Der Bayesianismus geht an dieses Problem heran, indem er die Wahrscheinlichkeitszuweisungen der verschiedenen Individuen aggregiert.

## Kritik

### Problem der Prioren
Um probabilistische Schlussfolgerungen auf der Grundlage neuer Belege ziehen zu können, muss der betreffenden Proposition bereits eine A-priori-Wahrscheinlichkeit zugewiesen worden sein. Dies ist jedoch nicht immer der Fall: Es gibt viele Propositionen, die eine Person nie in Betracht gezogen hat und zu denen sie daher keinen Glaubensgrad hat. Dieses Problem wird in der Regel dadurch gelöst, dass man der betreffenden Proposition eine Wahrscheinlichkeit zuweist, um durch Konditionalisierung aus den neuen Belegen zu lernen. Das Problem der Prioren betrifft die Frage, wie diese anfängliche Zuweisung erfolgen sollte. Subjektive Bayesianer gehen davon aus, dass es neben der probabilistischen Kohärenz keine oder nur wenige Bedingungen gibt, die bestimmen, wie wir die Anfangswahrscheinlichkeiten zuweisen. Das Argument für diese Freiheit bei der Wahl der anfänglichen Glaubensgrade ist, dass sich die Glaubensgrade ändern werden, wenn wir mehr Belege erhalten, und nach einer ausreichenden Anzahl von Schritten auf denselben Wert konvergieren, unabhängig davon, wo wir beginnen. Objektive Bayesianer hingegen behaupten, dass es verschiedene Bedingungen für die anfängliche Zuordnung gibt. Eine wichtige Bedingung ist das Indifferenzprinzip. Es besagt, dass die Glaubensgrade gleichmäßig auf alle möglichen Ergebnisse verteilt werden sollten. In einem Beispiel möchte eine Person die Farbe der Kugeln vorhersagen, die aus einer Urne gezogen werden, die nur rote und schwarze Kugeln enthält, ohne Informationen über das Verhältnis von roten zu schwarzen Kugeln zu haben. Auf diese Situation angewandt, besagt das Indifferenzprinzip, dass die Person zunächst davon ausgehen sollte, dass die Wahrscheinlichkeit, eine rote Kugel zu ziehen, 50 % beträgt. Dies ist auf symmetrische Überlegungen zurückzuführen: Es ist die einzige Verteilung, bei der die A-priori-Wahrscheinlichkeiten invariant gegenüber einer Änderung der Bezeichnung sind. Während dieser Ansatz in einigen Fällen funktioniert, führt er in anderen Fällen zu Paradoxien. Ein weiterer Einwand ist, dass man keine A-priori-Wahrscheinlichkeiten auf der Grundlage von anfänglicher Unwissenheit zuweisen sollte.

### Problem der logischen Allwissenheit
Die Rationalitätsnormen gemäß den Standarddefinitionen der Bayesianischen Erkenntnistheorie setzen logische Allwissenheit voraus: Die Person muss sicherstellen, dass sie alle Wahrscheinlichkeitsgesetze für alle ihre Glaubensgrade genau befolgt, um als rational zu gelten. Wer dies nicht tut, ist anfällig für Dutch books und daher irrational. Dies ist ein unrealistischer Maßstab für den Menschen, wie Kritiker hervorgehoben haben.

### Alte Belege
Das sogenannte old evidence problem (Problem der alten Belege) betrifft Fälle, in denen eine Person zum Zeitpunkt des Erwerbs eines Belegs nicht weiß, dass er eine Hypothese bestätigt, sondern erst später von dieser unterstützenden Beziehung erfährt. Normalerweise würde die Person ihren Glaubensgrad an die Hypothese erhöhen, nachdem sie diese Beziehung entdeckt hat. Dies ist jedoch in der Bayesianischen Bestätigungstheorie nicht zulässig, da eine Konditionalisierung nur bei einer Änderung der Wahrscheinlichkeit der Belegaussage erfolgen kann, was nicht der Fall ist. Die Beobachtung bestimmter Anomalien in der Umlaufbahn Merkurs ist beispielsweise ein Beleg für die allgemeine Relativitätstheorie. Diese Daten wurden jedoch vor der Formulierung der Theorie erworben und gelten daher als alte Belege.